# Obelisk the Tormentor
Obelisk the Tormentor ('オベリスクの巨神兵, Oberisuku no Kyoshinhei, lit. "Giant God-Soldier of Obelisk") is een van de drie Egyptische God monsters uit de anime serie Yu-Gi-Oh. Obelisk bestaat ook als kaart in het Yu-Gi-Oh ruilkaartspel.

## Obelisk in de anime
Obelisk the Tormentor wordt aan het begin van de Battle City Saga door Ishizu aan Kaiba gegeven omdat ze weet dat hij dan een duelmonster toernooi zal organiseren in de hoop de andere twee Godkaarten ook in handen te krijgen. Obelisk is de enige Egyptische Godkaart die Ishizu uit handen van Marik heeft weten te houden.
Kaiba gebruikt Obelisk gedurende het hele Battle City toernooi verschillende keren. Tijdens de kwartfinales komt Kaiba tegenover Ishizu te staan die, volgens de visioenen van haar Millennium Halssnoer, hem zal verslaan en zo Obelisk zal terugwinnen. Het loopt echter anders dan gepland en Kaiba verslaat Ishizu.
Uiteindelijk wordt Kaiba in de halve finale verslagen door Yugi die vervolgens Obelisk in handen krijgt. Yugi gebruikt Obelisk in de finale tegen Marik.
Zoals alle Egyptische Godkaarten kan Obelisk alleen worden gebruikt door een duellist wiens verleden teruggaat tot het oude Egypte zoals Yugi, Kaiba en Marik.
Wanneer Obelisk of een van de andere godkaarten door iemand wordt gebruikt die niet waardig is zal hij zich tegen hen keren en zullen zij niet gehoorzamen.

## Obelisk in het ruilkaartspel
Ook in het Yu-Gi-Oh ruilkaartspel bestaat de kaart Obelisk the Tormentor. De kaart is blauw van kleur. Net als de andere Egyptische Godkaarten is Obelisk the Tormentor verboden in officiële duels.

## Regels en effecten
Officiële regels over de Godkaarten bestaan er niet daar de kaarten verboden zijn in officiële duels. Op de kaart zelf staan ook geen regels of effecten vermeld. Onderstaande regels en effecten zijn overgenomen uit de anime serie Yu-Gi-Oh:
- Om Obelisk the Tormentor op te roepen kan een speler 3 monsters aan zijn/haar kant van het veld opofferen.
- Een duellist met Obelisk op zijn/haar veld kan twee van zijn/haar monsters opofferen om alle monsters van de tegenstander aan te vallen (die dan op het veld staan) met oneindige kracht (de tegenstander verliest hierdoor geen levenspunten) vervolgens valt Obelisk de tegenstander aan met 4000 ATK.
- Obelisk is immuun voor alle valkaarten  kan niet worden vernietigd door een Magie kaart of monster effect.
- Magische kaarten & monster effecten werken maar 1 beurt op Obelisk en andere godkaarten